# رشید فریور
رشید فریور (انگلیسی: Rashid Farivar؛ زادهٔ ۱۵ مهٔ ۱۹۸۲) مهندس و سیاستمدار ایرانی‌تبار اهل سوئد است. او که از اعضای حزب دموکرات‌های سوئد است در سال ۲۰۲۲ به عنوان نماینده ریکسداگ انتخاب شد.

## زندگی‌نامه
سنین جوانی و تحصیل فریور در سال ۱۹۸۲ در تبریز، ایران متولد شد و در سال ۱۹۹۹ به پایتخت تهران نقل مکان کرد. وی مدرک لیسانس خود را در رشته مهندسی برق از دانشگاه صنعتی خواجه نصیرالدین طوسی در سال ۲۰۰۴ دریافت کرد و سپس در سال ۲۰۰۵ به‌طور مستقل به سوئد رفت تا ادامه تحصیل دهد. آموزش عالی او متعاقباً مدرک کارشناسی ارشد خود را در رشته مهندسی در دانشگاه صنعتی چالمرز به پایان رساند و قبل از شروع کار دکترا در دپارتمان میکرو فناوری و علوم نانو - MC2، دانشگاه را قبل از اتمام دکترای خود با مدرک کارشناسی مهندسی ترک کرد. او سپس به عنوان مهندس تحقیق و توسعه در صنعت خودرو برای Semcon, Volvo Trucks و عمدتاً Volvo Cars شروع به کار کرد.
فریور به زبان‌های سوئدی، انگلیسی، آذری (زبان آذربایجانی)، فارسی و ترکی صحبت می‌کند. او به زبان عربی نیز آشنایی دارد.

## زندگی سیاسی
فریور در اوایل سال ۲۰۱۷ به دموکرات‌های سوئد پیوست و یکی از اعضای هیئت مدیره حزب در مولندال است. برای انتخابات سراسری سوئد در سال ۲۰۲۲، فریور به عنوان نماینده حوزه انتخابیه غرب شهرستان وسترا گوتالند به عنوان نماینده ریکسداگ انتخاب شد و کرسی ۳۳۹ پارلمان را به خود اختصاص داد. در Riksdag او در کمیته‌های حمل و نقل و ارتباطات، امور عمرانی و محیط زیست و کشاورزی نشسته است.
دیدگاه‌های سیاسی در سیاست، فریور خواستار سیاست‌های سخت‌گیرانه‌تر برای ادغام مهاجران در جامعه سوئد، از جمله آزمون‌های زبان اجباری و شبیه‌سازی، و مواضع سخت‌تر علیه اسلام‌گرایی شده است. او همچنین با چند فرهنگ گرایی مخالف است و استدلال می‌کند که این چند فرهنگی مسئول ایجاد جوامع موازی یا طرد فرهنگی در سوئد بوده است. او همچنین چپ‌های سیاسی در سوئد را به «نژادپرستی خالص» متهم کرد و از مهاجران انتظار داشت که طرفدار سیاست درهای باز و مهاجرت بیشتر باشند و حمایت خود را از اقدامات بازگرداندن داوطلبانه برای مهاجرانی که مایل به ادغام در جامعه سوئد نیستند، ابراز کرده است. فریور همچنین علیه حزب ظرافت اسلامی صحبت کرده و مدعی شده است که هدف این حزب این است که مهاجران غیرهمسان فرهنگی در سوئد را در معرض اسلام‌گرایی قرار دهد.
فریور همچنین به اظهار نظر دربارهٔ سیاست ایران ادامه می‌دهد و به عنوان دانشجو در ایران در گروه‌های دانشجویی آزادی‌خواه و طرفدار آزادی بیان مخالف سیاست‌های حکومت ایران فعال بود. او بیان کرده است که بسیاری از عقاید سیاسی او پس از تسلط حامیان تندرو محمود احمدی‌نژاد بر دانشگاه او و سرکوب مخالفان شکل گرفت و خانواده او هم در ایران و هم در سوئد به دلیل حمایت از گروه‌های ایرانی ناراضی تهدید شده‌اند.[۱۴] او از سیاستمداران سوئدی در سمت چپ انتقاد کرده است که به گفته او نسبت به رژیم ایران بسیار دوستانه و نرم هستند. او به خاطر شرکت در جشن چهلمین سالگرد انقلاب اسلامی ایران، وزیر امور خارجه حزب سوسیال دموکرات سوئد، آن لینده را «بی شرم» و «بیمار» خواند در سال ۲۰۲۲، همراه با سیاستمداران SD، مارکوس ویکل و چارلی وایمر، در تظاهراتی علیه دولت ایران در استکهلم شرکت کرد.
در سال ۲۰۲۳، به دنبال قرآن سوزی در سوئد، فریور مخالفت خود را با پیشنهادات تغییر قانون نظم سوئد به طوری که تظاهراتی که خطر برهم زدن امنیت سوئد تلقی می‌شود، متوقف شود، ابراز مخالفت کرد و گفت که این پیشنهاد را رد خواهد کرد. او استدلال کرد که تغییر پیشنهادی آزادی بیان را خفه می‌کند و به دیکتاتوری‌های خارجی و تندروهای مسلمان قدرت می‌دهد تا سانسور بیشتری را مطالبه کنند.